# 정방리역
정방리역(正方里驛)은 조선민주주의인민공화국 황해북도 사리원시에 있는 평부선의 철도역이다.

## 같이 보기
- 조선민주주의인민공화국의 철도